# La la la! - en video dans antologi
La la la! - en video dans antologi er en antologi af seks danske eksperimentalfilm fra 1992 med forskellige instruktører.

## Handling
En præstation af værker - to kunstarter udfordrer og udvikler sig i hinandens spejl: Videokunsten og den moderne dans, spændende fra den moderne ballet til avantgardistisk performancedans. Koreografer og instruktører fra videoens og filmens verden skaber sammen et nyt billede og en ny fælles bevægelse.

## Film
| # | Titel                       | Instruktør                                     | Første sendedag | Varighed          |
| - | --------------------------- | ---------------------------------------------- | --------------- | ----------------- |
|   | "Lalala Human Sex Duo No 1" | Edouard Lock, Bernar Hébert                    | 1992            | 7 min.            |
|   | "Roseland"                  | Wim Vandekeybus, Walter Verdin, Octavio Iturbe | 1992            | uddrag på 12 min. |
|   | "Topic I & II"              | Sarah Denizot, Pascal Baes                     | 1992            | 11 min.           |
|   | "Kniespiel 3"               | Claus Blume, Traunwalchner Goasslschnalzern    | 1992            | 4 min.            |
|   | "L'Étreinte"                | Régis Obadia, Joëlle Bouvier                   | 1992            | 5 min.            |
|   | "Because We Must"           | Michael Clark, Charles Atlas                   | 1992            | uddrag på 9 min.  |